# Кудайберген, Димаш
Динмухамме́д (Дима́ш) Кана́тович Кудайберге́н (каз. Дінмұхаммед (Димаш) Қанатұлы Құдайберген; род. 24 мая 1994, Актюбинск) — казахский певец, композитор и мультиинструменталист.
Народный артист Казахстана (2023). Народный артист Кыргызстана (2025). 
Известен своим широким вокальным диапазоном, охватывающим 7 октав, 7 полутонов («G0» — «D8») («соль» субконтроктавы — «ре» пятой октавы). Его диапазон простирается от басового регистра до самых высоких нот колоратурного сопрано и свисткового регистра.  Музыкальный стиль — поп-музыка с включением элементов оперы и народной казахской музыки.
В 2015 году принял участие в конкурсе вокалистов в рамках фестиваля «Славянский базар» в Витебске, где завоевал Гран При.
В 2017 году стал самым молодым участником в конкурсе вокалистов-звезд "Singer" в Китае, организуемого телеканалом "Hunan TV", занял второе место. Видео с его первым выступлением в Китае за одни сутки набрало более 600 млн просмотров на сервисе Sina Weibo.
За время карьеры достиг популярности в Казахстане и других странах Центральной Азии и Восточной Европы, в качестве специального гостя участвовал в фестивале «Песня года» и конкурсе «Новая волна», лауреат премии «Звуковая дорожка».
Под новый 2024 год певец исполнил в резиденции «Акорда» Гимн Казахстана.

## Биография

### 1994—2014: Ранние годы и начало карьеры
Родился 24 мая 1994 года в Актюбинске, в Казахстане, в семье певцов Каната и Светланы Айтбаевых. Хотя Динмухаммед — его полное имя, его всегда называли по имени Димаш. Его отец Канат Айтбаев возглавлял Управление культуры, архивов и документации Актюбинской области. Мать Светлана Айтбаева- солистка Актюбинской областной филармонии и Филармонии Астаны сопрано-певицей в Актюбинской областной филармонии. Родители Димаша Кудайбергена удостоены почётного государственного звания Заслуженных деятелей Казахстана.
В семье есть ещё двое детей: младшая сестра Раушан и младший брат Абильмансур (Мансур).
Димаш воспитывался в музыкальной семье. Бабушка Миуа Низамутдинова, учитель географии и биологии, также в молодости пела. Дед — Кудайберген Айтбаев играл на домбре. Родители Димаша подчёркивали важность глубокого знания казахского языка и владения традиционными музыкальными инструментами, такими как домбра. Родители Димаша регулярно выступали с концертами, а бабушка и дедушка брали его с собой в зрительный зал.Впервые на сцену Димаш вышел в 2 года: он сыграл небольшую роль в спектакле.
В возрасте шести лет, в 2000 году, выиграл Республиканский детский конкурс «Айналайын» в номинации «Фортепиано».
Со школьных лет принимал участие в различных мероприятиях в родном городе в качестве певца и ведущего. В школе он изучал произведения казахских поэтов и писателей, перекладывал их стихи на музыку и пел их, сам сочинял стихи и аранжировал музыку. Его способность долго удерживать дыхание, по словам матери, развилась благодаря регулярным тренировкам по плаванию, которым он занимался с детства.
С 2010 по 2013 годы участвовал в нескольких вокальных конкурсах и выиграл четыре крупных конкурса: в Казахстане («Звонкие голоса Байконура», 2010 год и «Жас Канат», 2012 год), на Украине («Восточный базар», 2012 год) и Кыргызстане («Мейкин Азия», 2013 год). В 2013 году он был приглашён выступить в качестве гостя на гала-концерте Türkçevizyon в городе Денизли, Турция. В подростковом возрасте Димаш также занимался таэквондо и плаванием. В это же время он сочинил музыку двух своих будущих хитов: «Көркемім», на стихи своего отца, и «Ұмытылмас күн» («Незабываемый день»), на стихи Орала Байсенгира. Димаш также записал три музыкальных видеоролика: две версии «Көркемім» (2013, 2014) и «Дайдидау» (2014).
В 2014 году окончил Актюбинский музыкальный колледж им. А. Жубанова и начал учёбу в Астане в Казахском национальном университете искусств на кафедре искусства эстрады факультета музыки, куда его пригласили после победы в республиканском конкурсе молодых исполнителей "Жас Канат"(Молодые крылья) Димаш продолжал выступать на сцене, в том числе принимал участие в концерте, посвящённом Дню учителя.
30 декабря 2014 года был удостоен звания лауреата Государственной молодёжной премии «Дарын» Правительства РК.
В 2015 году выступал в качестве гостя на концерте в Кыргызстане, на конкурсе «Жас-Канат(Молодое Крыло)-2015», в Государственном Кремлевском дворце в Москве в концерте, посвящённом Дню Астаны.

### 2015—2016: «Славянский базар», международные выступления и турне «Незабываемый день» («Ұмытылмас күн»)
С детства Димаш мечтал победить в Международном конкурсе исполнителей эстрадной песни «Славянский базар», ежегодно с 1992 года проводимом в городе Витебске, Беларусь. В 2015 году Димаш был приглашён принять участие в конкурсе и завоевал Гран-при, набрав 175 баллов из возможных 180. В течение трёх дней конкурса он стал явным фаворитом. Его уникальный голос и вокальный диапазон, продемонстрированные в оригинальном исполнении казахской народной песни «Дайдидау», русской песни «Опять метель» (музыка К.Меладзе, стихи Д.Паллыева)  а также песни из франко-канадского мюзикла  Стармания «SOS d’un terrien en detresse», были отмечены похвалой жюри и средств массовой информации. Председатель жюри Полад Бюльбюль-оглы заметил: «Это уникальный мальчик. У него три голоса в одном: низкий и средний тембр, а также альтино — очень редкий голос, и Димаш очень профессионально им пользуется».
После конкурса Димаш отметил, что победа в «Славянском базаре» была большой честью. После победы на «Славянском базаре» Димаш Кудайберген регулярно появлялся на местных телешоу и различных мероприятиях. Он выступал в качестве гостя на «Мейкин Азия 2015», на выставке Expo 2015 в Милане, Италия, вместе с другими известными певцами из Казахстана на театральном шоу «Мәңгілік ел»[что?], посвящённом 550-летию Казахского ханства и на Международном кинофестивале «Евразия-2015» в Алма-Ате. Димаш выпустил свою песню «Незабываемый день» («Ұмытылмас күн») в августе 2015 года. Он также выступал в Астана-опере перед президентом Китая Си Цзиньпином во время государственного визита в Казахстан.
В октябре 2015 года Димаш Кудайберген был выдвинут для представления Казахстана на международном песенном фестивале «ABU TV Song» 2015 года в городе Стамбул, Турция. Кудайберген исполнил «Дайдидау». В ноябре выступил на церемонии закрытия фестиваля «Мары — культурная столица тюркского мира» в Туркменистане. В декабре Димаш выступал на благотворительных концертах, конкурсе «Мисс Казахстан 2015» и на большом концерте в Алма-Ате «Ән мен әнші»[что?].
28 декабря 2015 года, по итогам открытого голосования, Кудайбергену было присуждено звание «Певец года» на церемонии награждения «Люди года».
1 января 2016 года Кудайберген выпустил свой одноимённый дебютный мини-альбом, а также музыкальное видео к песне «Аяз қырау» — казахскую версию русской песни «Опять метель».
22 января 2016 года на церемонии вручения наград «Народный любимец» в 2016 году в Казахстане он получил премию «Артист эстрады». Примерно в это же время Кудайберген участвовал в различных телевизионных передачах, исполняя в дуэте с оперной певицей Майрой Мухамедкызы песню «Аққуым» («Мой лебедь»), которую они записали 9 декабря 2015 года.
В феврале 2016 года песня «Дайдидау» была включена в «Музыкальный караван», 80-минутное мировое музыкальное путешествие, которое транслировалось радиостанциями по всему миру.
Также, в феврале он представил свою новую песню «Моя родина» («Туған жер») на концерте казахского композитора и своего крёстного отца Лукпана Жолдасова. Кудайберген пел вместе со своими родителями на концерте, посвящённом Женскому дню в Астане и выступал на благотворительном концерте в Астане. 8 марта 2016 года принял участие в концерте, посвящённом Международному женскому дню в Кремлёвском дворце в Москве. Участие в концерте Кудайбергену обеспечила победа на «Славянском базаре». 26 марта Кудайберген представил свою кавер-версию песни «Карағымай»[что?]. В марте и апреле 2016 года он участвовал в турне с симфоническим оркестром Казахского национального университета искусств в Вене, Австрия, городе Марибор, Словения и Белграде, Сербия, где исполнял песню «SOS d’un terrien en detresse».
С апреля по декабрь 2016 года Кудайберген провёл своё первое концертное турне из 25 концертов в 25 регионах Казахстана в честь 25-летия независимости Казахстана, а также дал два концерта в Уфе и Казани, Россия. Он назвал свой тур «Ұмытылмас күн» («Незабываемый день») в честь собственной одноимённой песни. Его родители участвовали в этих концертах в качестве гостей и, в том числе, исполняли песни совместно с Кудайбергеном. Его репертуар к началу и во время турне состоял из песен на различных языках, включая «SOS d’un terrien en détresse», «Diva Dance» (из фильма «Пятый элемент»), «Adagio», «Опять метель», «Қараторғай», «Я люблю тільки тебе», «Қарағымай», «Кірмеші жиі түсіме», «Кінәләма» и «Беловежская пуща». Собственные песни Кудайбергена в это время включали «Ұмытылмас күн», «Көркемім», «Туған жер» (автор У.Жолдасов) и его оригинальное исполнение казахской народной песни «Дайдидау».
В течение этого времени Кудайберген продолжал выступать в качестве гостя на различных мероприятиях, в том числе на концерте, посвящённом Дню столицы, где он исполнял «Diva Dance» перед президентом Казахстана. В июле 2016 года на церемонии закрытия «Славянского базара» в Беларуси спел в дуэте с Нагимой Ескалиевой песню «Беловежская пуща». Также он был удостоен чести поднять флаг фестиваля. В течение следующих нескольких месяцев Кудайберген работал в жюри конкурса «Детский голос 2016» («Бала дауысы 2016») в отборочных турах в Костанайской области Казахстана. В 2016 году он также сотрудничал с Ерболатом и Алашулы при создании песни в стиле рэп «Я — казах». В сентябре они исполнили эту песню на праздничном гала-концерте в честь 1000-летия Алма-Аты. В том же месяце он исполнил «Дайдидау» в Кремлёвском дворце в Москве, Россия, в рамках концерта «Астана — сердце Евразии». В октябре 2017 года. В ноябре он исполнил концерт на фестивале тюркской культуры в Сеуле, Южная Корея, выступая для президентов Южной Кореи, Казахстана, Турции, Кыргызстана, Азербайджана и Туркменистана.
В том же месяце Димаш в качестве приглашенного партнера участника конкурса  Сундета Байгожина записал дуэт из мюзикла "Нотр Дам де Пари"  в телевизионном шоу «Большая опера 2016» на телеканале Культура  в России.
В ноябре 2016 года директор Государственного театра оперы и балета «Astana Opera» Толеубек Альпиев пригласил Димаша Кудайбергена в труппу оперного театра , отметив, что у него очень редкий голос и что они хотели бы работать с ним. Ректор Казахского национального университета искусств Айман Мусаходжаева пыталась убедить его выбрать карьеру в опере. Однако он решил продолжить карьеру в популярной  музыке , так как этот жанр предоставляет  больше творческой свободы и возможностей для экспериментов ,  В конце 2016 года Кудайберген был награждён Государственной стипендией Первого Президента Республики Казахстан — Лидера нации в области культуры 2016, которой удостаиваются обычно корифеи культуры и литературы[что?].
В январе 2017 г Димаш вместе с оперной певицей Зариной Алтынбаевой  выступал на открытии зимней Универсиады в Алматы.
В октябре 2017 г Кудайберген выступил в  штаб квартире  ЮНЕСКО в Париже, Франция.
После фееричного выступления в телевизионном многосерийном шоу Singer 2017, которое состояло из 14 выпусков , которые вышли в эфир с 21 января по 15 мая 2017 г., Димаш стал популярен в Китае. Он был удостоен более чем 20 премий и наград в материковом Китае и в Гонконге, выступал во множестве телевизионных шоу , в том числе в Весеннем фестивале -  главном концерте Китая, приуроченном к празднованию Нового года по Восточному лунному календарю. Это шоу включено в Книгу Рекордов Гиннеса как  телевизионный концерт , собирающий самую большую зрительскую  аудиторию в мире. Его ежегодно смотрят более миллиарда телезрителей. 
14 сентября 2022 года Димаш Кудайберген встретился с Папой Римским Франциском и получил от него памятную медаль о посещении понтификом VII Съезда лидеров мировых и традиционных религий в г. Нур-Султан

### С 2016: «Singer-2017», успех в Китае и концерт «Bastau»
В конце 2016 года Димаш Кудайберген принял участие в пятом сезоне вокального конкурса «Singer» китайского телеканала «Hunan TV» по рекомендации директора Хонг Тао. Перед премьерой Хонг Тао пригласил Димаша в город Чанша, Китай, на прослушивание, и был поражён его голосом, музыкальностью и потенциалом стать звездой. Затем Димаш подписал контракт с агентством «Black Gold Talent» в Пекине. Будучи самым молодым участником в истории шоу, в возрасте 22 лет он соревновался с профессиональными и наиболее востребованными китайскими певцами, участвуя в конкурсе в качестве «тёмной лошадки». Мама Димаша позже сказала, что он надеялся продержаться в конкурсе хотя бы до середины сезона.
В итоге он попал в финал и занял второе место, проиграв певице из Гонконга Сэнди Лэм.
| «Singer 2017» — Места, занятые Димашем Кудайбергеном |                           |                 |                                                              |                                                              | |                                                              |                                                              | |
| Тур                                                  | Раунд                     | Дата трансляции | Название песни                                               | Первый исполнитель                                           | Сведения о песне | Место                                                        | Процент голосов                                              | Примечания |
| 1                                                    | 1-й отборочный            | 21.01.2017      | «SOS d'un terrien en détresse» (фр.)                         | Даниэль Балавуан                                             | Слова: Люк Пламондон • Музыка: Мишель Бергер • Аранжировка: Куберт Леунг                                                                         | 1                                                            | 27,0 %                                                       | 1-е место в общем зачёте |
| 2                                                    | 1-й на выбывание          | 28.01.2017      | «Опера 2»                                                    | Витас                                                        | Слова: Витас, В.Боровский • Музыка: Витас • Аранжировка: Да Ридан                                                                                | 1                                                            | 24,36 %                                                      | 1-е место в общем зачёте |
| 3                                                    | 1-й состязательный        | 4.02.2017       | «The Show Must Go On» (англ.)                                | «Queen»                                                      | Слова: Брайан Мэй • Музыка: Queen • Аранжировка Ерлан Бекчурин                                                                                   | 3                                                            | 14,82 %                                                      | - |
| 4                                                    | 2-й на выбывание          | 11.02.2017      | «Поздняя осень» (кит.: 秋意浓)                               | Джеки Чеунг                                                  | Слова: Дэрил Яо • Музыка: Кодзи Тамаки • Аранжировка: Самал Ермаханов                                                                            | 3                                                            | 15,56 %                                                      | 2-е место в общем зачёте |
| 5                                                    | 2-й состязательный        | 18.02.2017      | «Uptown Funk» (англ.)                                        | Марк Ронсон, Бруно Марс                                      | Слова/музыка: Девон Кристофер, Галласпай, Марк Ронсон, Бруно Марс, Николас Уильямс, Филип Мартин Лоуренс второй, Джефф Баскер • Аранжировка: Кид | 6                                                            | 11,64 %                                                      | - |
| 6                                                    | 3-й на выбывание          | 25.02.2017      | «Adagio» (англ.)                                             | Лара Фабиан                                                  | Слова/музыка: Томасо Альбинони, Рик Эллисон, Лара Фабиан, Дейв Пикелл • Аранжировка: Ерлан Бекчурин                                              | 1                                                            | 23,88 %                                                      | 2-е место в общем зачёте |
| 7                                                    | 3-й отборочный            | 4.03.2017       | «Дайдидау» (каз.)                                            | Неизвестен                                                   | Слова: Магжан Жумабаев Музыка: Неизвестно • Аранжировка: Ерлан Бекчурин                                                                          | 3                                                            | 17,30 %                                                      | - |
| 8                                                    | 4-й на выбывание          | 11.03.2017      | «Рассвет» (кит.: 天亮了)                                     | Хан Хонг                                                     | Слова / музыка: Хан Хонг • Аранжировка: Ерлан Бекчурин                                                                                           | 5                                                            | 9,79 %                                                       | 5-е место в общем зачёте |
| 9                                                    | 4-й состязательный        | 18.03.2017      | «All by Myself» (англ.)                                      | Эрик Кармен                                                  | Слова: Эрик Кармен • Музыка: Эрик Кармен, Сергей Рахманинов • Аранжировка: Ерлан Бекчурин                                                        | 2                                                            | 17,63 %                                                      | - |
| 10                                                   | 5-й на выбывание          | 25.03.2017      | «Ұмытылмас күн» (каз.)                                       | Димаш Кудайберген                                            | Слова: Канат Айтбаев (каз.) + Кайша Табараккызы (кит.) • Музыка: Димаш Кудайберген • Аранжировка: Ерлан Бекчурин                                 | 3                                                            | 16,71 %                                                      | 1-е место в общем зачёте |
| 11                                                   | прорывной                 | 1.04.2017       | Не выступал (поскольку участвовал в конкурсе с первого тура) | Не выступал (поскольку участвовал в конкурсе с первого тура) | Не выступал (поскольку участвовал в конкурсе с первого тура)                                                                                     | Не выступал (поскольку участвовал в конкурсе с первого тура) | Не выступал (поскольку участвовал в конкурсе с первого тура) | Не выступал (поскольку участвовал в конкурсе с первого тура)                                                                                             |
| 12                                                   | полуфинал                 | 8.04.2017       | «Confessa» (итал.)                                           | Адриано Челентано                                            | Слова: Могол (итал.) • Музыка: Джанни Белла • Аранжировка: Ерлан Бекчурин                                                                        | 2                                                            | 19,35 %                                                      | - |
| 12                                                   | полуфинал                 | 8.04.2017       | «Confessa» (итал.)                                           | Адриано Челентано                                            | Слова: Танг Тиан (кит.) • Музыка: Джанни Белла • Аранжировка: Ерлан Бекчурин                                                                     | 2                                                            | 19,35 %                                                      | - |
| 12                                                   | полуфинал                 | 8.04.2017       | «The Diva Dance»                                             | Инва Мула-Чако                                               | Композитор: Эрик Серра • Аранжировка: Ерлан Бекчурин                                                                                             | 2                                                            | 19,35 %                                                      | - |
| 13                                                   | финал                     | 15.04.2017      | попурри «Посвящение Майклу Джексону» (англ.)                 | попурри «Посвящение Майклу Джексону» (англ.)                 | Аранжировка: Ерлан Бекчурин, Чен Ди | 2                                                            | 17,59 %                                                      | Дополнительный вокал Шанг Венже 2-е место по результатам полуфинала и финала (второе место конкурса «Singer 2017») Объединённый итог голосования 18,47 % |
| 13                                                   | финал                     | 15.04.2017      | «The Way You Make Me Feel»                                   | Майкл Джексон                                                | Слова/музыка: Майкл Джексон | 2                                                            | 17,59 %                                                      | Дополнительный вокал Шанг Венже 2-е место по результатам полуфинала и финала (второе место конкурса «Singer 2017») Объединённый итог голосования 18,47 % |
| 13                                                   | финал                     | 15.04.2017      | «Billie Jean»                                                | Майкл Джексон                                                | Слова/музыка: Майкл Джексон, Билл Боттрелл, Тедди Райли                                                                                          | 2                                                            | 17,59 %                                                      | Дополнительный вокал Шанг Венже 2-е место по результатам полуфинала и финала (второе место конкурса «Singer 2017») Объединённый итог голосования 18,47 % |
| 13                                                   | финал                     | 15.04.2017      | «Dangerous»                                                  | Майкл Джексон                                                | Слова/музыка: Майкл Джексон, Билл Боттрелл, Тедди Райли                                                                                          | 2                                                            | 17,59 %                                                      | Дополнительный вокал Шанг Венже 2-е место по результатам полуфинала и финала (второе место конкурса «Singer 2017») Объединённый итог голосования 18,47 % |
| 13                                                   | финал                     | 15.04.2017      | «Earth Song»                                                 | Майкл Джексон                                                | Слова/музыка: Майкл Джексон, Билл Боттрелл, Тедди Райли                                                                                          | 2                                                            | 17,59 %                                                      | Дополнительный вокал Шанг Венже 2-е место по результатам полуфинала и финала (второе место конкурса «Singer 2017») Объединённый итог голосования 18,47 % |
| 14                                                   | двухгодичный концерт 2017 | 22.04.2017      | «Махаббат бер маған» (каз.)                                  | Димаш Кудайберген                                            | Слова: Мунайдар Балмолда • Музыка: Айгуль Бажанова • Аранжировка: Ерлан Бекчурин                                                                 | -                                                            | -                                                            | - |

Первый тур «Singer 2017» был записан 10 января 2017 года, а был выпущен в эфир на «Hunan TV» 21 января 2017 года. Димаш исполнил «SOS d’un terrien en détresse», ему было присуждено первое место в этом туре. Имя Димаша стало заметным в социальных сетях и средствах массовой информации. О его успехе сообщили казахстанские СМИ. Французские СМИ (в частности, телеканал C8) также обратили внимание на Димаша.
Димаш также выиграл второй тур конкурса, исполнив собственную версию «Оперы 2» Витаса и занял третье место в третьем туре с песней группы «Queen» «The Show Must Go On». СМИ в Казахстане мгновенно сообщали о достижениях Димаша, а «Hunan TV» назвал его мостом для казахстанско-китайского культурного сотрудничества. Между съёмками третьего и четвёртого туров конкурса Димаш вылетел в Алма-Ату, Казахстан, чтобы выступить на церемонии открытия Зимней Универсиады 29 января 2017 года. Он спел в дуэте с Зариной Алтынбаевой песню «Question of Honour» («Вопрос чести») Сары Брайтман. В четвёртом туре конкурса Димаш исполнил свою первую песню на севернокитайском языке «Поздняя осень» (кит.: 秋意 浓) и занял третье место. Во время трансляции четвёртого тура также была показана встреча Димаша с Джеки Чаном, кумиром его детства.
Кудайберген выиграл шестой тур с песней «Адажио» Лары Фабиан (английская версия). Лара Фабиан высоко оценила вокальные данные Димаша и поздравила его на своей странице в Facebook.
В седьмом туре Димаш решил исполнить казахскую народную песню «Дайдидау». Начал исполнение, сыграв на домбре в качестве вступления часть казахской инструментальной композиции под названием «Адай» («Адай күйі»), а затем спел «Дайдидау» под музыкальное сопровождение своих сокурсников и занял третье место. Его выступление «Дайдидау» вызвало положительный отклик и интерес к казахской музыке и культуре в Китае. Позднее Димаш сообщил в интервью, что это дало ему возможность «ещё раз убедиться, что музыка не знает границ».
В десятом туре Димаш исполнил собственную песню «Ұмытылмас күн» («Незабываемый день»). Часть стихов была переведена на севернокитайский для выступления на конкурсе «Singer». Он занял третье место. Его выступления на «Singer» занимали видные места в музыкальных чартах Fresh Asia, а песня «Ұмытылмас күн» («Незабываемый день») возглавила чарт. 27 марта Кудайберген победил в номинации «Самый популярный певец Азии» китайской музыкальной премии ERC Chinese Top Ten Awards в Шанхае, Китай, считающихся эквивалентом американских Грэмми (Grammy Awards). Он исполнил «SOS d’un terrien en détresse». 5 апреля 2017 года Димаш выпустил свой первый китайский сингл «Вечные воспоминания» (кит.: 拿不走 的 记忆), песню к кинофильму «Битва воспоминаний» (кит.: 记忆 大师). «Вечные воспоминания» достигли первой строчки чарта QQ iTunes в день выпуска.
В двенадцатом туре конкурса «Singer», в полуфинале, Кудайберген исполнил песню «Confessa» Адриано Челентано на итальянском языке, а затем «The Diva Dance» и занял второе место и вышел в финал. 9 апреля он выиграл в номинации «Самый популярный зарубежный артист» в номинации «Лучшие китайские музыкальные награды» (Top Chinese Music Awards) в Шэньчжэне, Китай. Он исполнил «Незабываемый день» («Ұмытылмас күн») в фортепианном сопровождении Оуян Наны (Ouyang Nana). 12 апреля Димаш выпустил свой сингл «Go Go Power Rangers», саундтрек к фильму Могучие Рейнджеры в Китае. В финале «Singer 2017» Димаш исполнил «Посвящение Майклу Джексону» в дуэте с китайской певицей Лауре Шанг (кит.: 尚雯婕). Он завершил участие на конкурсе «Singer 2017», заняв второе место. Через два дня после финала он присоединился к своим коллегам-артистам Казахстана и принял участие в концерте «Яркий шёлковый путь», организованном Посольством Казахстана и Министерством культуры Китая в Пекине. В последнем, четырнадцатом выпуске шоу «Singer 2017» на гала-концерте Кудайберген исполнил новую песню на казахском языке «Махаббат бер маған» («Подари мне любовь»).
В интервью он выразил желание продолжить соревнование в конкурсе. Во время и после конкурса «Singer» Димаш появлялся в различных телевизионных программах в Китае, в том числе My Boyfriend’s A Superstar / Fan Fan Boyfriend (игровое шоу, где он играл роль бойфренда), и Come Sing With Me (где поклонников отбирали для исполнения песен с их кумиром). По возвращении в Казахстан после завершения конкурса «Singer 2017» его приветствовали поздравительным мероприятием в Центральном концертном зале «Казахстан» в Астане.
3 марта 2017 года Димаш Кудайберген стал лауреатом премии Фонда первого президента Республики Казахстан — Лидера Нации. Поскольку он не смог присутствовать на церемонии, его отец получил награду за него.
27 июня 2017 года в рамках Expo 2017 в Астане прошёл первый крупномасштабный сольный концерт Димаша Кудайбергена «Bastau» («Начало»), вместивший около 30 000 зрителей. Приглашёнными певцами из-за рубежа были Терри Лин, Кристина Орбакайте (которая исполнила «Опять метель» в дуэте с Димашем), Лорин и Софи Эллис-Бекстор, а также казахстанские певцы Майра Мухамедкызы (исполнили «Мой лебедь» в дуэте с Кудайбергеном), Марат Айтимов, а также родители Кудайбергена (исполнили заключительную песню «Вальс Астаны»). Кудайберген впервые исполнил свои новые песни «Моя звезда» («Жұлдызым»), «Без тебя» («Кім екен»), «Мои последние слова тебе» («Сөз соңы») и «Лейла».
11 июля в Китае Кудайберген выпустил песню «Ocean over Time» для игры «Moonlight Blade». 17 июля исполнил песню «Адажио» на церемонии закрытия Славянского базара в Витебске. 19 и 20 июля он выиграл две награды MTV в Китае в номинации «Самый популярный зарубежный певец» в Гуанчжоу и Шэньчжэне, где он также выступал. 22 июля выступал на кинофестивале Евразии 2017 года в Астане. Затем последовало ещё больше наград и выступлений: «Любимый певец» на фестивале «Китайская золотая мелодия» в Гонконге, «Голос Астаны» на Ежегодном международном музыкальном фестивале в Астане, Казахстан, и «Лучшая зарубежная творческая личность года» на Фестивале новой Азии в Пекине.
16 сентября выступил в качестве гостя программы на открытом концерте Гакку в Алма-Ате перед 150 000 зрителей. На фестивале Gakku он достиг ноты D8 (ре пятой октавы) во время исполнения песни «Ұмытылмас күн»[что?].

## Популярность
Стремительный рост мировой известности Димаш Кудайбергена начался с января 2017 года в результате участия в китайском вокальном конкурсе «The Singer». Он в ходе исполнения песен не ограничивает себя определённым диапазоном голоса, к примеру баритональном, но и поднимается до уровня редкого диапазона контртенора и даже женского сопрано в одной песне. На концертах исполняет песни, используя различные сложные техники пения, где за основу берётся тональность тенора либо баритона, с переходами в диапазоны баритона, контртенора и сопрано.
Свободно владеет казахским и русским языками, изучает английский и севернокитайский языки. Находится под влиянием музыкального творчества Майкла Джексона, Ермека Серкебаева, Селин Дион, Лары Фабиан и Лучано Паваротти. Как певец, стремится представить Казахстан миру. Несмотря на мастерское владение академическими и эстрадными певческими навыками,
Амбассадор бренда часов и ювелирных изделий Jacob & Co, бренда мужских костюмов SHOQAN.
Участвовал в создании ароматов собственного бренда DQ Scent of Music (Запах музыки).

## Награды и достижения
| Конкурсы           |                                                                                   |                           |                                  |
| Дата               | Конкурс                                                                           | Место проведения          | Результат                        |
| 2000               | Детский республиканский конкурс «Айналайын»                                       | Актобе, Казахстан         | 1 место в категории «Фортепиано» |
| 2010               | XV Региональный конкурс вокального творчества «Звонкие голоса Байконура»          | Байконур, Казахстан       | 1 премия                         |
| 20 мая 2012        | XXI Республиканский конкурс молодых исполнителей «Жас Қанат»                      | Астана, Казахстан         | Гран-при                         |
| 9 сентября 2012    | VIII Международный телевизионный конкурс эстрадных исполнителей «Восточный базар» | Ялта, Украина             | 1 премия                         |
| 19 июля 2013       | І Международный фестиваль молодых исполнителей «Мейкин Азия»                      | Иссык-куль, Кыргызстан    | Гран-при                         |
| 13 июня 2015       | XXIV Международный фестиваль искусств «Славянский базар»                          | Витебск, Беларусь         | Гран-при                         |
| Январь-апрель 2017 | «Singer 2017» Hunan TV                                                            | Чанша, Китай              | 2-е место                        |
| Февраль-март 2019  | Конкурс талантов CBS «The World’s Best»                                           | Голливуд, Калифорния, США | полуфинал                        |

| Награды                                                   | |                                                                                | |
| Дата                                                      | Мероприятие | Место проведения                                                               | Награда                                                                                             |
| 30 декабря 2014                                           | Государственная молодёжная премия Правительства Республики Казахстан — «Дарын» | Астана, Казахстан                                                              | Категория «Эстрада»                                                                                 |
| 28 декабря 2015                                           | «Люди года» | Астана, Казахстан                                                              | «Певец года»                                                                                        |
| 22 января 2016                                            | Национальная премия «Народный любимец года» | Астана, Казахстан                                                              | «Артист эстрады»                                                                                    |
| 2 февраля 2016                                            | Ассамблея народов Казахстана | Астана, Казахстан                                                              | Почётная грамота                                                                                    |
| 30 декабря 2016                                           | | Астана, Казахстан                                                              | Государственная стипендия Первого Президента Республики Казахстан — Лидера Нации в области культуры |
| 3 марта 2017                                              | Премия Фонда Первого Президента РК — Лидера нации | Астана, Казахстан                                                              | Лауреат                                                                                             |
| 27 марта 2017                                             | 24-й сезон ERC Chinese Top Ten Awards | Шанхай, Китай                                                                  | Премия в номинации «Самый популярный певец Азии» (Most Popular Asian Singer)                        |
| 9 апреля 2017                                             | 17-й сезон Лучших китайских музыкальных наград (Top Chinese Music Awards) | Шэньчжэнь, Гуандун, Китай                                                      | Премия в номинации «Самый популярный зарубежный артист»                                             |
| 26 апреля 2017                                            | 25 сессия Ассамблеи народов Казахстана | Астана, Казахстан                                                              | Напутствие Президента Казахстана                                                                    |
| 26 мая 2017                                               | Гала-вечер Журнала «ОК!» | Пекин, Китай                                                                   | Победа в номинации «Самый популярный певец года» по версии журнала «ОК!»                            |
| 19 июля 2017                                              | Гала-концерт «Тенсент МТВ Азия» | Гуанчжоу, Китай                                                                | Победа в номинации «Самый популярный зарубежный певец»                                              |
| 20 июля 2017                                              | Церемония награждения премиями «MTV Global Chinese Music Awards» | Шэньчжэнь, Гуандун, Китай                                                      | Победа в номинации «Лучший зарубежный певец»                                                        |
| 9 августа 2017                                            | Церемония награждения премиями «Chinese Golden Melody Awards» | Гонконг, Китай                                                                 | Победа в номинации «Любимый певец»                                                                  |
| 27 августа 2017                                           | Фестиваль новой азиатской песни | Пекин, Китай                                                                   | Победа в номинации «Лучшая зарубежная творческая личность года»                                     |
| 29 ноября 2017                                            | Вечерний Гала-концерт «Awakening Time Fashion» | Пекин, Китай                                                                   | Победа в номинации «Лидер инновационного времени»                                                   |
| 2 декабря 2017                                            | Ежегодный гала-концерт «iQIYI Screaming Night» | Пекин, Китай                                                                   | Победа в номинации «Самый популярный певец»                                                         |
| 21 декабря 2017                                           | Ежегодный благотворительный гала-концерт «Beauty Touching» | Пекин, Китай                                                                   | «Лучший международный певец»                                                                        |
| 27 декабря 2017                                           | Церемония награждения премиями «Golden Mango Stars» |                                                                                | Победа в номинации «Самый популярный певец»                                                         |
| 18 января 2018                                            | Церемония награждения ежегодными премиями Вейбо | Пекин, Китай                                                                   | Победа в номинации «Новая музыкальная сила года»                                                    |
| 27 января 2018                                            | Церемония награждения премиями «Global Chinese Golden Chart» | Пекин, Китай                                                                   | «Выдающийся артист года»                                                                            |
| 1 февраля 2018                                            | Гала-концерт Международного весеннего фестиваля «Пояс и Путь» | Пекин, Китай                                                                   | «Посол дружбы» Китая и Казахстана Награда за Выдающийся вклад в дружбу                              |
| 10 февраля 2018                                           | Церемония вручения наград «Global Chinese Music Top 10» | Пекин, Китай                                                                   | «Самый популярный певец года»                                                                       |
| 1 июня 2018                                               | Конкурс «Счастливый ребенок» | Актобе, Казахстан                                                              | Посол туризма Казахстана                                                                            |
| 16 декабря 2018                                           | «The Silk Road Cohesion awards» | Шанхай, Китай                                                                  | «Молодёжный посол Шёлкового пути» и «Самый влиятельный певец года»                                  |
| 05 декабря 2019                                           | Российская национальная музыкальная премия «Виктория» | Москва, Россия                                                                 | «Открытие года» и «Вокалист года в классической музыке»                                             |
| 07 декабря 2019                                           | Песня года 2019 | Москва, Россия                                                                 | «Лучший певец года»                                                                                 |
| 12 декабря 2019                                           | Указ Президента республики Казахстан | Нур-Султан, Казахстан                                                          | Присвоено почётное звание «Заслуженный деятель Казахстана»                                          |
| 26 декабря 2019                                           | «The 10th DoNews RenRen Awards Ceremony» | Пекин, Китай                                                                   | «Самый популярный зарубежный артист года»                                                           |
| 11 января 2020                                            | «JSTYLE 2019 Awards» | Пинъяо, Китай                                                                  | «Лучший певец года»                                                                                 |
| 18 января 2020 22 мая 2023 24 октября 2023 3 декабря 2023 | Премия «Народный любимец 2019» Медаль City Univercity "За исполнительское мастерство" Указ Президента Республики Казахстан о присвоении звания Народный артист Казахстана Премия фонда братьев Карич "Награда Брача Карич" | Нур-Султан, Казахстан Куала-Лумпур, Малайзия Астана, Казахстан Белград, Сербия | «Деятель культуры года»                                                                             |

## Дискография
| Альбом |                   |                                  | |
| Год    | Название          | Язык                             | Песни |
| 2019   | ID                | Китайский, английский, казахский | 1. War and Peace (Китайский) 2. The Crown (Китайский) 3. Just Let It Be (Китайский) 4. Moonlight Mama (Китайский) 5. Give me Love (Китайский) 6. Screaming (Английский) 7. Lay Down (Английский) 8. Give Me Your Love (Английский) 9. Sagyndym Seni (Казахский) 10. If I Never Breathe Again (Английский) 11. Screaming (Remix) 12. бонусный трек в физическом альбоме: Only You (Китайский) 13. бонусный трек в физическом альбоме: Restart My Love (Китайский) 14. бонусный трек в физическом альбоме: Ocean Over Time (Китайский) 15. бонусный трек в физическом альбоме: Couldn’t Leave (Английский) |
| 2016   | Димаш Кудайберген | Казахский                        | «Еркелетейін» «Көркемім» «Дайдидау» «Туған жер» |

| Синглы |                               |                                       | |
| Год    | Название на русском           | Название на языке оригинала           | Примечания |
| 2021   | "Аве Мария"                   | Ave Maria                             | Впервые была исполнена на открытии Международного конкурса молодых исполнителей «Новая волна-2021» в Сочи, Россия. |
| 2021   | "Улетаю"                      | Английский: Fly away                  | Впервые была исполнена на открытии Международного конкурса молодых исполнителей «Новая волна-2021» в Сочи, Россия. |
| 2021   | "Чужестранец"                 | Английский: Stranger.                 | Впервые была исполнена на открытии Международного конкурса молодых исполнителей «Новая волна-2021» в Сочи, Россия. |
| 2021   | "Священная Земля"             | Казахский: Киелі мекен                | Впервые была исполнена на первом онлайн-концерте "DIMASH DIGITAL SHOW" в январе 2021 года                          |
| 2020   | «Я скучаю по тебе»            | Русский: Я скучаю по тебе             | Премьера на телеканале НТВ \| Центральное телевидение, 5 декабря 2020 года в Москве, Россия.                       |
| 2020   | « Мы — едины»                 | Английский: We are one                | Песня посвящена медикам, которые борются с эпидемией COVID-19, и всем, кто находится в изоляции                    |
| 2020   | «Через бесконечные измерения» | Английский: Across Endless Dimensions | Саундтрек к фильму «Creators: The Past», итальянского режиссёра Piergiuseppe Zaia                                  |
| 2020   | «Твоя любовь»                 | Английский: Your love                 | Премьера Праздничное шоу Валентина Юдашкина. 8 марта 2020 года в Москве, Россия;                                   |
| 2020   | «Счастливый»                  | Китайский: 嗨皮一下                   | Саундтрек к фильму Джеки Чана «急先锋 (Vanguard)»                                                                  |
| 2019   | «Только ты»                   | Китайский: Only you                   | Саундтрек к сериалу Perfect Partner                                                                                |
| 2019   | «Не мог уйти»                 | Английский: Couldn’t Leave            | Саундтрек к сериалу Go Go Squid!                                                                                   |
| 2019   | «Страсть»                     | Итальянский: Passione                 | Премьера на международном конкурсе молодых исполнителей популярной музыки « Новая волна 2019»                      |
| 2019   | «Там, где живёт любовь»       | Русский: Там, где живёт любовь        | Премьера на концерте Arnau 29 июня 2019 года в Астане, Казахстан                                                   |
| 2019   | «Золотые»                     | Английский: Golden                    | Премьера на концерте Arnau 29 июня 2019 года в Астане, Казахстан                                                   |
| 2019   | «Олимпико»                    | Итальянский: Olympico                 | Премьера на церемонии открытия Европейских Олимпийских игр 2019 года                                               |
| 2019   | «Усмири»                      | Английский: Lay Down                  | Премьера на концерте D-Dynasty Live 22 марта 2019 года в Москве, Россия;                                           |
| 2019   | «Мадемуазель Хайд»            | Английский: Mademoiselle Hyde         | Премьера на концерте D-Dynasty Live 22 марта 2019 года в Москве, Россия;                                           |
| 2019   | «Знай»                        | Русский: Знай                         | |
| 2019   | «Подари мне свою любовь»      | Английский: Give me your Love         | Премьера на концерте D-Dynasty Live 22 марта 2019 года в Москве, Россия;                                           |
| 2019   | «Мой лебедь»                  | Казахский: Аққуым                     | Новая сольная версия                                                                                               |
| 2018   | «Любовь уставших лебедей»     | Русский: Любовь уставших лебедей      | Премьера состоялась на концерте ко Дню сотрудников органов внутренних дел Российской Федерации                     |
| 2018   | «Знание вечности»             | Китайский: Meaning of Eternity        | Саундтрек к мюзиклу Three Buddies                                                                                  |
| 2018   | «Сожаление»                   | Казахский: «Өкініш»                   | Премьера состоялась на концерте «D-Dynasty» 19 мая 2018 в Шэньчжэнь, Китай                                         |
| 2018   | «Неверленд»                   | Китайский: 熱鬧星球                   | Студийная версия «Живой планеты»                                                                                   |
| 2018   | «Крик»                        | «Screaming»                           | Первый сингл на английском языке                                                                                   |
| 2018   | «Начну любить снова»          | Китайский: 重啟愛情                   | Саундтрек к сериалу «Мой идол»                                                                                     |
| 2017   | «Луноликая мама»              | Китайский: 月亮媽媽                   | Премьера состоялась на концерте «D-Dynasty» 16 декабря 2017 в Чанша, Китай                                         |
| 2017   | «Живая планета»               | Китайский: 熱鬧星球                   | Премьера состоялась на концерте «D-Dynasty» 16 декабря 2017 в Чанша, Китай                                         |
| 2017   | «Война и мир»                 | Китайский: 戰爭與和平                 | Премьера состоялась на концерте «D-Dynasty» 16 декабря 2017 в Чанша, Китай                                         |
| 2017   | «Подари мне любовь»           | Китайский: 困在愛裡面                 | Китайская версия песни «Махаббат бер маған»                                                                        |
| 2017   | «Корона»                      | Китайский: 荊棘王冠                   | Китайская версия песни «Кім екен» Саундтрек к игре «Xiaomi Super GOD MOBA»                                         |
| 2017   | «Океан через время»           | Китайский: 时光·沧海                  | Саундтрек к игре «Moonlight Blade Online»                                                                          |
| 2017   | «Вперёд Пауэр Рейнджеры»      | Английский: «Go Go Power Rangers»     | Саундтрек к фильму «Пауэр рейджеры»                                                                                |
| 2017   | «Вечные воспоминания»         | Китайский: 拿不走的记忆               | Саундтрек к фильму «Битва воспоминаний»                                                                            |
| 2017   | «Лейла»                       | Казахский: «Лейла»                    | Премьера состоялась на концерте «Bastau» 27 июля 2017 в Астане, Казахстан                                          |
| 2017   | «Мои прощальные слова»        | Казахский: «Сөз соңы»                 | Премьера состоялась на концерте «Bastau» 27 июля 2017 в Астане, Казахстан                                          |
| 2017   | «Без тебя»                    | Казахский: «Кім екен»                 | Премьера состоялась на концерте «Bastau» 27 июля 2017 в Астане, Казахстан                                          |
| 2017   | «Милые воспоминания»          | Казахский: «Тәтті елес»               | Премьера состоялась на концерте «Bastau» 27 июля 2017 в Астане, Казахстан                                          |
| 2017   | «Моя звезда»                  | Казахский: «Жұлдызым»                 | Премьера состоялась на концерте «Bastau» 27 июля 2017 в Астане, Казахстан                                          |
| 2017   | «Привет»                      | Казахский: «Сәлем»                    | Премьера состоялась во время продвижения концерта «Bastau»                                                         |
| 2017   | «Подари мне любовь»           | Казахский: «Махаббат бер маған»       | Премьера состоялась на гала-концерте конкурса «Singer» 22 апреля 2017 года в г. Чанша, Китай                       |
| 2016   | «Хорошие пожелания»           | Казахский: «Ақ тілек»                 | |
| 2015   | «Мой лебедь»                  | Казахский: «Аққуым»                   | Дуэт с Майрой Мухамедкызы                                                                                          |
| 2015   | «Незабываемый день»           | Казахский: «Ұмытылмас күн»            | |

| Музыкальные видео |                             |                                                 |              |                                                |
| Год               |                             | Название на языке оригинала                     | Место съёмки | Примечания                                     |
| 2021              | Будь со мной                | Английский: Be with Me                          | Казахстан    |                                                |
| 2021              | Золотые                     | Английский Golden                               | Казахстан    |                                                |
| 2020              | Я скучаю по тебе            | Русский: Я скучаю по тебе                       | Россия       |                                                |
| 2020              | О, Моя Священная Земля!     | Казахский:Қайран елім                           | Казахстан    |                                                |
| 2020              | Через бесконечные измерения | Английский: Across Endless Dimensions           |              | Саундтрек к фильму «Creators: The Past»        |
| 2020              | Мы — едины                  | Английский: We are one                          |              |                                                |
| 2019              | Знай                        | Руссккий: Знай                                  | Исландия     |                                                |
| 2019              | Не мог уйти                 | Английский :Couldn’t Leave                      | Китай        | саундтрек к сериалу Go Go Squid!               |
| 2019              | Любовь уставших лебедей     | Русский: Любовь уставших лебедей                | Испания      |                                                |
| 2019              | Мой лебедь                  | Казахский: Аққуым                               | Украина      |                                                |
| 2018              | Значение вечности           | Китайский: The Meaning of Eternity (永恒的意义) | Китай        | Саундтрек к мюзиклу 我的小伙伴 (Three Buddies) |
| 2018              | Крик                        | Английский: «Screaming»                         | Китай        |                                                |
| 2017              | Океан через время           | Китайский: 时光·沧海                            | Китай        | Саундтрек к игре Moonlight Blade Online        |
| 2017              | Вперёд пауэр рейнджеры      | Английский: «Go Go Power Rangers»               | Китай        | Саундтрек к фильму Power Rangers               |
| 2017              | Вечные воспоминания         | Китайский: 拿不走的记忆                         | Китай        | Саундтрек к фильму Battle of Memories          |
| 2015              | Опять метель                | Казахский: «Аяз қырау»                          | Казахстан    | Казахская версия песни «Опять метель»          |
| 2014              | Моя милая                   | Казахский: «Көркемім»                           | Казахстан    |                                                |
| 2013              | Дайдидау                    | Казахский: «Дайдидау»                           | Казахстан    |                                                |

| Песни написанные Д. Кудайбергеном |                           |                                 |                     |
| Год                               | Название на русском языке | Название на языке оригинала     | Написание латиницей |
| 2019                              | Папа-мама                 | Казахский: «Әкешім-анашым»      |                     |
| 2019                              | Вставай                   | Английский: «Stand Up»          |                     |
| 2019                              | Подари мне свою любовь    | Английский: «Give Me Your Love» |                     |
| 2018                              | Сожаление                 | Казахский: «Өкініш»             | Ökiniş              |
| 2017                              | Война и мир               | Китайский: 戰爭與和平           | Zhànzhēng yǔ hépíng |
| 2017                              | Мои прощальные слова      | Казахский: «Сөз соңы»           | Söz soñı            |
| 2017                              | Милые воспоминания        | Казахский: «Тәтті елес»         | Tätti eles          |
| 2017                              | Привет                    | Казахский: «Сәлем»              | Sälem               |
| 2015                              | Незабываемый день         | Казахский: «Ұмытылмас күн»      | Umıtılmas kün       |
| 2014                              | Моя милая                 | Казахский: «Көркемім»           | Körkemim            |

## Телевидение
| Телевизионные передачи |                                                                         |                            |                                        | |
| Дата выхода в эфир     | Название                                                                | Канал                      | Роль                                   | Примечания |
| 2013                   | Саз әлемі                                                               | Ел арна                    | Исполнитель                            | Конкурс |
| 24.04.2015             | Жеті ән                                                                 | Хабар                      | Исполнитель                            | Конкурс |
| янв. — апр. 2017       | Singer 2017                                                             | Hunan TV                   | Конкурсант                             | ТВ-шоу |
| 20.03.2017             | Телематэн (французский: Télématin)                                      | Франс 2                    |                                        | Репортаж о Кудайбергене |
| 21.03.2017             | Лез Анне Боннер (французский: Les Années Bonheur)                       | Франс 2                    | Исполнитель                            | |
| 08.02.2018             | Spring Festival Gala                                                    | Hunan TV                   | Исполнитель                            | Исполнил «Полёт шмеля» and «Auld Lang Syne» (на китайском языке), под аккомпанемент пианистов Wu Muye and Maksim Mrvica |
| 15.02.2018             | Spring Festival Evening                                                 | CCTV                       | Исполнитель                            | Исполнил «Extraordinary» совместно с китайскими исполнителями Tia Ray and Jam Hsiao |
| 16.02.2018             | Chinese New Year Gala                                                   | Beijing TV                 | Исполнитель                            | Исполнил песню «Jasmine» дуэтом с обладателем Грэмми Wu Tong |
| 14.05.2018             | Belt and Road Gala                                                      | CCTV                       | Исполнитель                            | Исполнил «Дайдидау» с оркестром |
| 23.06.2018             | «High Energy Youth League» варьете-шоу                                  | Zhejiang Satellite TV      | Участник                               | Игровое шоу для молодых знаменитостей |
| 08.07.2018             | Penguin Run 2018                                                        | Tencent TV                 | Хедлайнер                              | Исполнил «Screaming», «The Crown» и «Restart my Love» |
| 18.08.2018             | MiGu Night of Unlimitd Power                                            | MiGu                       | Исполнитель                            | Исполнил «Unforgettable Day», A Tribute to Michael Jackson и «Autumn Strong» |
| 09.08.2018             | «The Final Bridge»                                                      | Hunan TV                   | Исполнитель                            | Исполнил «We Are The World» с китайской певицей Tia Ray |
| 24.08.2018             | Mid Autumn Festival                                                     | CCTV4                      | Исполнитель                            | Исполнил «You and Me» с китайской певицей Wang Li |
| 05.09.2018             | Новая волна 2018                                                        | Россия-1                   | Исполнитель                            | Исполнил «Грешная страсть» |
| 09.09.2018             | Новая волна 2018 (закрытие)                                             | Россия-1                   | Исполнитель                            | Исполнил «Adagio» |
| 14.09.2018             | «Phantacity» короткометражный фильм                                     | Hunan TV                   | Главный актёр и певец                  | Короткометражный фильм (и музыкальное видео на песню «If I Never Breathe Again») |
| 21.09.2018             | Idol Hits                                                               | iQIYI                      | Исполнитель                            | Исполнил «Screaming» в новой аранжировке |
| 10.11.2018             | Празничный концерт ко Дню сотрудников ОВД России                        | Россия-1                   | Исполнитель                            | Исполнил « Любовь уставших лебедей» |
| 24.11.2018             | Субботний вечер                                                         | Россия-1                   | Исполнитель                            | Исполнил «Adagio» |
| 02.12.2018             | Что? Где? Когда?                                                        | Первый канал               | Исполнитель                            | Исполнил «Любовь уставших лебедей» |
| 08.12.2018             | Мисс мира 2018                                                          | ТВ разных стран            | Исполнитель                            | Исполнил «Умытылмас кун» |
| 18.12.2018             | Концерт ко Дню Независимости Казахстана                                 | Qazaqstan TV and Khabar TV | Исполнитель                            | Исполнил «We Are The World» в дуэте с Алиной Сансызбай |
| 31.12.2018             | Новогодний Голубой огонёк                                               | Россия-1                   | Исполнитель                            | Исполнил « Любовь уставших лебедей» |
| 31.12.2018             | Fantastic Carnival                                                      | CCTV3                      | Исполнитель                            | Исполнил «Neverland» |
| 01.01.2019             | New Year Global Gala                                                    | Beijing TV                 | Исполнитель                            | Исполнил «Screaming», «Moonlight Mama» и «Neverland» |
| 01.01.2019             | Sing New Era Gala                                                       | CCTV3                      | Исполнитель                            | Исполнил «Jasmine» |
| 12.01.2019             | Неделя моды «One Belt One Road»                                         | Разные телеканалы          | Исполнитель                            | Исполнил «The Crown» и «Screaming» |
| 18.01.2019             | Super-Vocal                                                             | Hunan TV                   | Судья                                  | Также а капелло исполнил отрывок песни «Дударай» |
| 18.01.2019             | Spring Festival Gala                                                    | Jiangsu Satellite TV       | Исполнитель                            | Исполнил «Swan Goose» с китайским певцомTengger |
| 06.02.2019             | The World’s Best                                                        | CBS                        | Участник                               | Исполнил «SOS d’un terrien en détresse»; получил оценку 98 из 100 |
| 19.02.2019             | Lantern Festival Evening Party                                          | Jiangsu Satellite TV       | Исполнитель                            | Исполнил «Screaming» |
| 20.02.2019             | The World’s Best                                                        | CBS                        | Участник                               | Исполнил «All by Myself»; получил оценку 94 из 100, прошёл дальше |
| 13.03.2019             | The World’s Best                                                        | CBS                        | Участник                               | Исполнил «Adagio», добровольно покинул шоу |
| 23.03.2019             | Центральное телевидение                                                 | НТВ                        | Исполнитель                            | Исполнил «Mademoiselle Hyde» |
| 24.03.2019             | Что? Где? Когда?                                                        | Первый канал               | Исполнитель                            | Исполнил «Mademoiselle Hyde» |
| 05.04.2019             | Singer 2019                                                             | Hunan TV                   | Приглашённый исполнитель               | Исполнил попурри песен Queen (of «Love of my Life», «We Will Rock You», «Bohemian Rhapsody» and «We are the Champions») с участниками Super Vocal                                                                                  |
| 08.04.2019             | Подарок для Аллы (концерт к юбилею А. Б. Пугачёвой)                     | Первый канал               | Исполнитель                            | Исполнил «Любовь похожая нас сон» |
| 15.04.2019             | Церемония открытия Года Казахстана                                      | O’zbekiston 24             | Исполнитель                            | Исполнил «SOS d’un terrien en détresse» |
| 21.04.2019             | Emei Mountain Music Festival                                            | CCTV and MiGu              | Хедлайнер                              | Исполнил «The Crown», «Screaming», «Give me Love», «Eternal Memories», «Restart My Love» и «Unforgettable Day» |
| 15.05.2019             | Азийский культурный карнавал 2019                                       | CCTV and CGTN              | Исполнитель                            | Исполнил «Guests From Far Away, Please Stay» (с Yan Weiwen, Yin Xiumei, Zhou Xiaolin, Wei Song and Jane Zhang) |
| 14.06.2019             | Детский конкурс Baqytty Bala 2019                                       | Qazaqstan TV и Aqtobe TV   | Организатор и приглашённый исполнитель | Исполнил «Бір бала» и «Ұмытылмас күн» |
| 21.06.2019             | Церемония открытия Европейских Олимпийских игр 2019 года                | ТВ каналы разных стран     | Исполнитель                            | Исполнил «Olimpico» |
| 21.07.2019             | Церемония открытия Международной недели боевиков Джеки Чана             | CCTV6 and CGTN             | Исполнитель                            | Исполнил «The Crown», «Screaming» и «Unforgettable Day» (дуэт с певцом Terry Lin) |
| 24.08.2019             | Новая волна 2019                                                        | Россия-1                   | Исполнитель                            | Исполнил «Olimpico» и «Mademoiselle Hyde» |
| 25.08.2019             | Новая волна 2019 (творческий вечер И. Крутого)                          | Россия-1                   | Исполнитель                            | Исполнил « Любовь похожая на сон» и «Любовь уставших лебедей» |
| 27.08.2019             | Церемония закрытия WorldSkills 2019                                     | ТВ каналы разных стран     | Исполнитель                            | Исполнил «Там, где живёт любовь», «Mademoiselle Hyde», «Любовь уставших лебедей» and "Olimpico " |
| 28.08.2019             | Новая волна 2019 (вечер премьер)                                        | Россия-1                   | Исполнитель                            | Исполнил «Passione» |
| 29.08.2019             | Новая волна 2019 (церемония закрытия)                                   | Россия-1                   | Исполнитель                            | Исполнил «Там, где живёт любовь», «Знай» |
| 09.10.2019             | Церемония закрытия EXPO 2019 в Пекине                                   | различные ТВ каналы        | Исполнитель                            | Исполнил «Harvest Praise» и «O Sole Mio» с китайскими исполнителями Cao Fujia, Li Yi Yi and Liyuan |
| 20.10.2019             | Universal Show                                                          | CCTV                       | Исполнитель                            | Исполнил «Screaming», an a cappella sample of «Dudarai», «Autumn Strong» и «Just Let It Be» (на китайском) |
| 20.10.2019             | Церемония закрытия 6th Silk Road International Film Festival            | CCTV 6                     | Исполнитель                            | Исполнил казахскую песню «Самалтау» |
| 03.11.2019             | Masked Singer Китай                                                     | Jiangsu Satellite TV       | Участник                               | Выступал в маске беркута, исполнил «Ah, Goodbye Friend» (с другими участниками), «I Want It That Way» (дуэт) and «Our Love», играл на домбре. Его выступление «Our Love» стало «Song of the King» в недельном рейтинге данного шоу |
| 10.11.2019             | Празничный концерт ко Дню сотрудников ОВД России                        | Первый канал               | Исполнитель                            | Исполнил «Знай» и «Olimpico» |
| 13.12.2019             | Церемония вручения Российской национальной музыкальной премии"Виктория" | Россия1                    | Номинант на премию и исполнитель       | Получил премию «Открытие года» и «Вокалист года в классической музыке», исполнил «Знай» |
| 31.12.2019             | ABU Song Festival, Япония                                               | NTK                        | Исполнитель                            | Исполнил «SOS d’un terrien en détresse» |
| 31.12.2019             | Global New Year’s Eve Ice and Snow Festival Preview                     | Beijing TV                 | Исполнитель                            | Исполнил «Give me your love», «Just let it be» и в дуэте с китайским певцом Jam Hsiao песню «Super star» |
| 31.12.2019             | Новогодний мюзикл «1001 ночь или Территория любви»                      | НТВ                        | Один из героев мюзикла                 | Участвовал в роли Принца с песней «Любовь уставших лебедей», |
| 31.12.2019             | Новогодняя ночь на Первом                                               | Первый канал               | Исполнитель                            | Исполнил «Любовь похожая на сон» |
| 01.01.2020             | Песня года, часть 1                                                     | Россия 1                   | Исполнитель                            | Исполнил «Olimpico» |
| 02.01.2020             | Песня года, часть 2                                                     | Россия 1                   | Исполнитель                            | Исполнил «Знай», также получил награду «Лучший певец года» |
| 02.01.2020             | «Юбилейный вечер Игоря Крутого» в ВТБ-Арена                             | Первый канал               | Исполнитель                            | Исполнил соло песни «Olimpico», «Passione», «Знай», а также «Ulisse» в дуэте с Аидой Гарифуллиной и «Ti amo cosi» трио с Ларой Фабиан и Аидой Гарифуллиной                                                                         |
| 23.01.2020             | Праздничное шоу «Восток, Запад, Север, Юг»                              | CCTV-1, CCTV-3             | Исполнитель                            | Исполнил песню «Jasmin» вместе с вокалоидом Luo Tianyi. |
| 25.01.2020             | Spring Festival                                                         | Dragon TV                  | Исполнитель                            | Исполнил «New Drunken Beauty + Diva Dance» в дуэте с исполнителем китайской оперы Li Yugang |
| 06.12.2020             | Что? Где? Когда?                                                        | Первый канал               | Исполнитель                            | Исполнил «Olimpico» совместно с хором Академии Игоря Крутого |

## Благотворительная деятельность
На премии Top Chinese Music Awards 2017 года участвовал в акции «Люблю вторичную переработку». Пожертвовал костюм, в котором выступал в первом туре конкурса «Singer 2017» телекомпании «Hunan TV». Костюм был выставлен на открытый аукцион через платформу Jingdong, и все полученные средства были пожертвованы Фонду по уходу за детьми с содержанием свинца в крови.
В 2017 Кудайберген пожертвовал домбру с автографом на аукционе фонда Smile Angel Foundation, китайской благотворительной организации, цель которой — помочь детям, родившимся с расщелиной губы и неба.
Принял участие в Большом благотворительном балу 2017 года в Уральске, организованном Фондом Альпамыса Шаримова. Он прошёл под девизом «Любовь для всех», а прибыль была пожертвована детям с серьёзными заболеваниями в Казахстане.
Выступил на китайском национальном благотворительном концерте в Пекине, который проходил на Великой китайской стене в ноябре 2017 года под девизом «Pray for the Year». Он был организован Детским фондом Китая и Молодёжным фондом Китая. Средства от концерта были использованы для организации музыкальных занятий в сельских начальных школах Китая.
19 ноября 2018 года дал сольный концерт в Лондоне во время Дней культуры Казахстана в Великобритании. Все вырученные средства были направлены на продвижение молодых талантов из Казахстана и спонсирование участия молодёжи в международных конкурсах.
Часть средств от сольного концерта «Арнау», который прошёл 29 июня 2019 года в Нур-Султане, Кудайберген пожертвовал пострадавшим от взрывов жителям казахстанского города Арысь.
6 апреля 2020 года отправил пять тонн продовольствия 100 семьям из Нур-Султана и родного Актобе, лишившимся заработка из-за распространившегося коронавируса.